# 松島孝助
松島 孝助（まつしま こうすけ）は、日本の撮影監督である。

## 人物
横浜放送映画専門学院（現・日本映画大学）4期卒業。同期に撮影監督の猪本雅三、山本英夫、編集技師の小島俊彦、井上秀明他がいる。
1998年独立後、映画の他にコマーシャルも多く手掛ける。日本映画撮影監督協会会員。

## 主な作品

### 映画
（助手作品）
- 『乱』（1985年）
- 『夢』（1990年）
- 『死の棘』(1991年)
- 『鮫肌男と桃尻女』（1999年）

（撮影技師作品）
- 『さゞなみ』（2002年）
- 『Cutie Honey　キューティーハニー』（2004年）
- 『茶の味』（2004年）
- 『カスタムメイド10.30』（2005年）
- 『海でのはなし。』（2006年）
- 『ナイスの森〜The First Contact〜』（2006年）
- 『アルゼンチンババア』（2006年）
- 『バブルへGO!!　タイムマシンはドラム式』（2006年）
- 『西遊記』（2007年）
- 『シネマ歌舞伎　人情噺　文七元結』（2008年）
- 『私は貝になりたい』（2008年）
- 『渾身』(2012年)
- 『今宵、ほろ酔い酒場で』（2017年）

### CM
- ソフトバンク「企業（つながる/人生という旅/滝行/白戸家回想/西部劇/早口言葉対決/ギガっ早い/琴奨ギガ）」（2014年〜2016年）
- トヨタ「TOYOTOWN Tコネクト（ジャイ子とT子/スネ夫とT子）」（2015年）
- 外為どっとコム「FX LADYへの道」（2016年）
- キリン一番搾り「方言に出会う/一緒に/花見こたつ/水うちわ」（2017年）
- ソフトバンク「デヴィ割（デヴュー夫人）」（2017年）
- ISUZU「エルフ（後継者現る）」（2017年）
- 明治R-1「乳酸菌」（2018年）
- 花王「ピュオーラ（助けてピュオーラ/泡で出てくるハミガキ！新発売）」（2018年）
- 三井不動産「企業（LOVEがある。だから、わたしは、三井に住んでます」（2018年）
- JR東日本「タッチでGO!新幹線（出張行き・帰り）」（2018年）
- 明治「ブルガリアヨーグルト（実家にて）」（2018年）
- ISUZU「エルフ（歌と家族）」（2018年）
- ソフトバンク「サイバーサンデー」（2018年）
- 花王「ピュオーラ（お口の悩みとムツゴロウ）」（2018年）
- 大王製紙「エリエール消臭＋（トイレ探偵）」（2018年）
- J:COM「私の見たい！！LOVE！激白会」（2018年）
- 日本コカ・コーラ「Fanta（ファンタ坂）」（2019年）
- 花王「ピュオーラGRAN（グランな使者）」（2019年）

### web
- NTT dキッズ「初めてのラブレター」（2015年）
- NTTdocomo ForONEs「妊婦の不安」（2018年）